# هنريك جون بول
هنريك جون بول (بالنرويجية البوكمول: Henrik Johan Bull)‏ هو مستكشف نرويجي، ولد في 13 أكتوبر 1844 في Stokke ‏ في النرويج، وتوفي في 1 يونيو 1930 في أوسلو في النرويج.